# جيمس بي. هيوز
جيمس بي. هيوز (بالإنجليزية: James B. Hughes)‏ هو محامي وصحفي ومُحرِّر وسياسي أمريكي، ولد في 12 أكتوبر 1805 بمقاطعة برينس إدورد في الولايات المتحدة، وتوفي في 11 أغسطس 1873 بهدسون في الولايات المتحدة. انتخب عضو مجلس نواب أوهايو.